# Marek Dopierała
Marek Franciszek Dopierała (Bielsko-Biała, Silésia, 30 de julho de 1960) é um ex-canoísta polaco especialista em provas de velocidade.

## Carreira
Foi vencedor da medalha de prata em C-2 500 m e da medalha de bronze em C-2 1000 m em Seul 1988, junto com o seu colega de equipa Marek Łbik.